# Bota de Oro 1980-81
La Bota de Oro 1980-81 fue un premio entregado por la European Sports Magazines al futbolista que logró la mayor cantidad de goles en la temporada europea.
El ganador de este premio fue el jugador búlgaro Georgi Slavkov por haber conseguido 31 goles en la Liga Profesional de Bulgaria. Slavkov ganó la bota de oro cuando jugaba para el equipo PFC Botev Plovdiv.

## Resultados
| Posición | Futbolista            | Club                  | Campeonato                   | Goles |
| -------- | --------------------- | --------------------- | ---------------------------- | ----- |
| 1        | Georgi Slavkov        | PFC Botev Plovdiv     | Liga Profesional de Bulgaria | 31    |
| 2        | Tibor Nyilasi         | Ferencváros T.C.      | Nemzeti Bajnokság I          | 30    |
| 3        | Karl-Heinz Rummenigge | F.C. Bayern de Múnich | Bundesliga                   | 29    |